# Pastinaakuitbreekkommetje
Het pastinaakuitbreekkommetje (Pyrenopeziza pastinacae) is een schimmel uit de familie Ploettnerulaceae. Het leeft saprotroof op stengels van diverse kruiden.

## Verspreiding
In Nederland komt het pastinaakuitbreekkommetje zeer zeldzaam voor.